# Sacramentum Caritatis
Sacramentum Caritatis (Sakrament Miłości) – posynodalna adhortacja apostolska papieża Benedykta XVI podpisana 22 lutego 2007 roku, a upubliczniona 13 marca 2007 r. Tekst, składający się z 97 punktów, jest podsumowaniem synodu biskupów zwołanego jeszcze przez Jana Pawła II z okazji Roku Eucharystii. Synod odbywał się w dniach od 2 do 23 października 2005 roku.

## Treść
Adhortacja składa się trzech części, w których Eucharystia ukazana jest jako tajemnica: do wierzenia, do celebrowania, do przeżywania i świadczenia. Papież Benedykt XVI mówi w adhortacji o Eucharystii jako o tajemnicy wiary, że jest jej „streszczeniem i podsumowaniem”. Ukazuje także powiązania z posługą prezbiteratu i sakramentem święceń oraz z małżeństwem.
Papież mówi też o duszpasterstwie eucharystycznym. Zwłaszcza o konieczności prowadzenia w parafiach drogi mistagogicznej, która skupiałaby się na trzech elementach: wprowadzaniu wiernych w historię zbawienia, objaśnianiu znaków zawartych w obrzędach liturgicznych i sakramentach, oraz uczeniu wiązania tych obrzędów z codziennym życiem chrześcijańskim.